# مسعود يونس
مسعود يونس هو عمدة وسياسي إندونيسي، ولد في 1952 في Mojokerto ‏ في إندونيسيا، وتوفي في 27 أغسطس 2020. نشط حزبياً في الحزب الديمقراطي الإندونيسي للنضال.